# Marmelópolis
Marmelópolis är en kommun i Brasilien.   Den ligger i delstaten Minas Gerais, i den sydöstra delen av landet, 800 km söder om huvudstaden Brasília. Antalet invånare är 2 968.
I omgivningarna runt Marmelópolis växer i huvudsak städsegrön lövskog. Runt Marmelópolis är det ganska tätbefolkat, med 86 invånare per kvadratkilometer.